# القنصلية العامة لتونس في نيس
القنصلية العامة لتونس في نيس (بالفرنسية: Consulat général de Tunisie à Nice)‏ هي تمثيلية قنصلية تابعة للجمهورية التونسية في فرنسا. تقع القنصلية في شارع ديه فلور (Avenue des Fleurs) في نيس.

## التاريخ
يرجع تواجد القنصلية التونسية بمدينة نيس لما قبل التسعينات. في 5 أبريل 1993، تم تحويل القنصلية إلى قنصلية عامة.

## قائمة القناصل العامون
القناصل العامون لتونس في نيس هم على التوالي:
| القنصل العام       | تاريخ التعيين  | تاريخ التعيين | تاريخ تقديم أوراق الاعتماد | تاريخ تقديم أوراق الاعتماد |
| ------------------ | -------------- | ------------- | -------------------------- | -------------------------- |
| عبد الوهاب الشريف  | 18 أبريل 1982  | [ 2 ]         |                            |                            |
| الصادق صاحب الطابع | 18 يونيو 1986  | [ 3 ]         |                            |                            |
| مختار الشايبي      | 26 يوليو 1988  | [ 4 ]         |                            |                            |
| رضا عزيز           | 28 نوفمبر 2011 | [ 5 ]         |                            |                            |
| حافظ بن رمضان      | 3 ديسمبر 2013  | [ 6 ]         |                            |                            |
| حامد بن ابراهيم    | 23 أكتوبر 2015 | [ 7 ]         |                            |                            |

## مقالات ذات صلة
- سفارة تونس في فرنسا
- العلاقات التونسية الفرنسية